# Gamma Ethniki
La Gamma Ethniki (in greco: Γ΄ Εθνική) è la terza divisione del campionato greco di calcio. È stata disputata per la prima volta nella stagione 1965-1966, anche se solo dal 1982-1983 viene organizzata regolarmente.
Dal 2025-2026 è composta da 6 gruppi geografici da nord a sud, per un totale di 72 squadre iscritte.

## Storia
Nella stagione 1965-1966 venne organizzato il torneo di Beta Ethniki Erasitechniki (Β' Εθνική Ερασιτεχνική, "qualificazioni alla Beta Ethniki"), suddiviso in 4 gruppi, due da 10 e due da 9 squadre, per un totale di 38 formazioni interessate. Le vincitrici disputarono poi un girone finale che qualificò il Levadiakos alla Beta Ethniki. L'anno seguente venne mantenuta la formula a 4 gironi ma senza una fase finale e tutte le vincitrici furono promosse in seconda divisione.
Dal 1968 al 1977 vennero disputate qualificazioni interregionali alla Beta Ethniki (Eidiko Erasitechniko Protathlema, Ειδικό ερασιτεχνικό πρωτάθλημα) e un campionato vero e proprio non fu riproposto sino al 1977-1978, quando nacque la Ethniki Erasitechniki Kategoria (Εθνική Ερασιτεχνική Kατηγορία), la quale cambiò nome cinque anni dopo divenendo Gamma Ethniki (Γ' Eθνική) e assumendo la formula a due gironi che sarà mantenuta sino al 2013, con qualche eccezione: i campionati 1982-1983, 1988-1989 e dal 1999-2000 al 2003-2004 furono a girone unico.
Nella stagione 2010-2011 il torneo fu ribattezzato Football League 2 (Φούτμπολ Λιγκ 2) per motivi puramente commerciali, ma in seguito alla crisi economica il campionato ha ripreso il suo vero nome dalla stagione 2013-2014, fondendosi con il meglio della soppressa Delta Ethniki, portando il numero di squadre a poco meno di 100, suddivise in 6 gironi. La grave instabilità economica ha quindi costretto a mutamenti di formato ogni anno.
Dal 2019 con la creazione della Super League 2, che prende il posto della Football League al secondo livello del calcio greco, il torneo viene declassato da terzo a quarto livello, dopo che la stessa Football League viene anch'essa declassata dal secondo al terzo livello.
Dalla stagione 2021-2022, torna ad essere la terza divisione del campionato greco di calcio in seguito alla fusione tra la Souper Ligka Ellada 2 e la Football League.